# 両毛観光バス
両毛観光バス（りょうもうかんこうバス）は、かつて存在した東武グループ朝日自動車系の観光バス事業者（両毛観光バス株式会社）、およびそれを吸収合併により継承した同グループの国際ハイヤー株式会社が展開していた観光バスブランドである。「両毛観光」と略された。
ここでは、旧両毛観光の営業所が、国際ハイヤーからさらに合併により、新会社国際十王交通株式会社に引き継がれて、最終的に廃止されるまでをまとめて説明する。

## 概要
栃木県足利市と群馬県太田市を拠点としていた。2002年秋に埼玉県を拠点とする乗合バス・タクシー事業者の国際ハイヤーに吸収合併され、企業としては消滅、国際ハイヤーの観光バス部門のブランドとなる。
その後、2004年に国際ハイヤーが十王自動車と対等合併し、国際十王交通を設立。その結果、旧十王自動車の十王観光と合わせ、観光バスブランドが複数存在することとなったため、車体ロゴの順次書き換え（または経年車の廃車・移籍）によるブランドの統一が行われ、「両毛観光バス」車両は段々と姿を消して行き、営業所も廃止、現在「両毛観光」ブランドは完全に消滅している。
観光バス車両の車体デザインは、東武グループデザインであった。
ブランドのアルファベット表記は「RYOMO」「R.K.」。

## 営業所
- 両毛観光バス本社→両毛観光バス足利営業所→国際ハイヤー足利営業所→国際十王交通足利営業所
  - 栃木県足利市八椚町105

敷地の一部には、ローソンの店舗が開店しており、現在も存続している。建物は取り壊され、道路の一部として整備されたが、他の区間が未整備のため、未通のままとなっている。
- 東毛旅客自動車本社→両毛観光バス太田営業所→両毛観光バス本社・太田営業所→国際ハイヤー太田営業所→国際十王交通太田営業所
  - 群馬県太田市下浜田町474-24
敷地・施設は、そのまま朝日自動車太田営業所の移転先として転用された。
  - ちなみに国際ハイヤーの営業所としては、2代目の太田営業所である。初代の太田営業所は両毛観光バスとは関係ないので、ここでは説明しない（国際ハイヤー (東武グループ)を参照）。

## 運行路線

### コミュニティバス
- 足利市生活路線バス みなみ号（山辺・中央循環線、御厨循環線）：足利営業所
廃止に伴い、株式会社丸五商会に移管。現在は路線再編により、中央循環線を足利中央観光バス株式会社が、分離した山辺線を足利タクシー株式会社が、御厨線（旧御厨循環線）を関東自動車株式会社が運行している。
使用していた車両日野・リエッセは、路線と共に丸五商会を経て、現在は足利中央観光バスに譲渡されている。

### 受託運行
- 館林野鳥の森輸送
東武グループが運営していた館林野鳥の森フラワーガーデン（後の東武トレジャーガーデン、現閉鎖）の利用者が多い時期（春）の輸送（野鳥の森 - 臨時駐車場・館林駅）を足利営業所で受託していた。国際十王交通設立後も引き続き受託していたが、足利営業所閉鎖及び観光バス車両削減の影響により、遠い熊谷・伊勢崎両営業所での分担運行化、乗合車両への転換（熊谷）、最終的には熊谷・伊勢崎よりも遠い他のグループバス事業者が応援運行するようになり、著しく非効率になったため、2008年より地元のグループ外事業者つゝじ観光バスへの委託に切り替えられた。

## 沿革
両毛観光バス株式会社
- 1957年 - 創業
- 1961年 - 東武グループ入り
- 1971年 - 東毛旅客自動車（後に東毛タクシーに社名変更後、朝日自動車に合併）より観光バス事業の移管を受け、太田営業所開設
- 19XX年 - 本社を太田営業所に移転

国際ハイヤー株式会社 観光バス部門 両毛観光バスブランド
- 2002年10月1日 - 国際ハイヤーを存続会社として合併、「両毛観光バス」は、同社の観光バスブランドに
- 2003年1月 - 足利営業所が、足利市生活路線バスみなみ号を運行受託開始

国際十王交通株式会社 観光バス部門 旧両毛観光バスブランド
- 2004年1月1日 - 国際ハイヤーと十王自動車が合併、国際十王交通となる。両毛観光（RYOMO／R.K.）ブランドから国際十王（Kokusai Juo／KJK）ブランドへの統一開始
- 2004年 太田営業所廃止、施設を朝日自動車太田営業所に譲渡
- 2006年3月31日 - 足利営業所廃止、同時に足利市生活路線バスみなみ号の運行から撤退

## 参考書籍
1. BJエディターズ『BJハンドブック R54 朝日自動車』BJエディターズ、2005年1月1日、ISBN 4-4340-5322-1